# Saint-Eustache, Haute-Savoie
Saint-Eustache là một xã trong tỉnh Haute-Savoie thuộc vùng Auvergne-Rhône-Alpes đông nam Pháp.